# Anco Marzio
Anco Marzio, anche Marcio (in latino Ancus Marcius; 675 a.C. (?) – Roma, 616 a.C.), è stato il quarto Re di Roma e l'ultimo di origine sabina, appartenente all'antica gens Marcia.
Regnò per 25 anni.

## Leggenda

### Regno (641-616 a.C.)
Nel 641 a.C. Anco Marzio succede al bellicoso Tullo Ostilio, diventando il nuovo re di Roma, favorito all'ascesa al trono dal legame di parentela con Numa Pompilio, di cui era nipote per parte di una figlia. Pur essendo il nipote di Numa Pompilio, grande amante della pace e della religione, fece la guerra per difendere i suoi territori. Dopo il regno di Tullo Ostilio, che aveva cancellato ogni relazione tra il potere monarchico, la religione e la nascente sacralità romana, il nuovo monarca restaura questo rapporto.

#### Politica militare
Anco Marzio riprende l'espansione verso sud a danno dei Latini, guerra già avviata dal suo predecessore, conquistando Politorium (nei pressi di Acqua acetosa, XXIV Municipio Fonte Ostiense), i cui cittadini furono deportati a Roma. Quindi dopo quattro anni di combattimenti, conquistò nuovamente Medullia (ubicata sulla riva destra dell'Aniene, forse nei pressi del Comune di Sant'Angelo Romano), dopo che questa colonia romana aveva nuovamente defezionato passando ai Latini. La stessa sorte toccò agli abitanti di Tellenae (città poco più a sud di Roma, sulla sponda sinistra del Tevere) e Ficana (nei pressi di Acilia), garantendo così a Roma il controllo dei territori che si estendevano dalla costa all'Urbe.
Quindi, dopo altri due anni di guerre infruttuose con i Latini, i Romani conquistarono e saccheggiarono Fidenae (attuale Fidene, III Municipio) e respinsero anche razziatori Sabini, che avevano compiuto scorrerie nei possedimenti romani lasciati sguarniti. Quindi, dopo pochi anni, i Romani combatterono e vinsero due guerre (la seconda delle quali nei pressi di Campus salinarum) contro la città di Veio, che pretendeva di riavere i possedimenti persi all'epoca di Romolo, e l'anno seguente ebbero la meglio anche sui Volsci che, dopo aver razziato le campagne romane, si erano ritirati dentro le mura di Velitrae (odierna Velletri) all'apparire dell'esercito romano. A seguito dell'assedio della città (avvenuto nel 624 a.C. circa), Velitrae scese a patti e strinse anche un'alleanza con i Romani. 

#### Politica urbanistica
Aggiunse così alla città di Roma, oltre all'Aventino, che cinse all'interno delle mura cittadine e popolò con le popolazioni latine deportate a Roma (tra le quali quelle di Tellenae e Politorium), anche il Gianicolo, e probabilmente anche il Celio.
Durante il suo regno sono realizzate numerose opere architettoniche tra cui la fortificazione del Gianicolo, la fondazione della prima colonia romana ad Ostia alla foce del Tevere (a 16 miglia da Roma), «evidentemente perché già allora aveva il presentimento che le ricchezze ed i viveri di tutto il mondo sarebbero stati, un giorno, ricevuti lì, come se fosse lo scalo marittimo di Roma»; la costruzione della via Ostiense, dove per primo organizzò le saline e costruì una prigione, la costruzione dello scalo portuale sul Tevere chiamato Porto Tiberino e la costruzione del primo ponte di legno sul Tevere, il Pons Sublicius.

#### Politica religiosa
Ristabilì le cerimonie religiose istituite da Numa. A lui si fa discendere la definizione dei riti che dovevano essere seguiti dai Feziali perché la guerra dichiarata ai nemici non dispiacesse agli dei e potesse essere quindi una "guerra giusta".
Anco Marzio sarebbe soltanto un duplicato di Numa, come si potrebbe dedurre dal suo secondo nome, Numa Marzio, dal confidente e pontefice di Numa, non essendo niente altro che Numa Pompilio stesso, rappresentato come sacerdote. L'identificazione con Anco è indicata dalla leggenda che indica quest'ultimo come costruttore di un ponte (pontifex), il costruttore del primo ponte di legno sopra il Tevere. È nell'esercizio delle sue funzioni sacerdotali che la somiglianza è mostrata più chiaramente.

#### Morte
Come Numa Pompilio, Anco Marzio morì di morte naturale dopo ventiquattro anni di regno (nel 616 a.C.), di malattia secondo altri lasciando due figli, uno dei quali ancora fanciullo. Gli succedette Tarquinio Prisco.